# Maples Group
Maples Group (anciennement Maples and Calder) est un cabinet d'avocats international basé aux îles Caïmans et dont les filiales sont situées dans des paradis fiscaux. Ce cabinet est membre du magic circle des cabinet d'avocats offshore. Il est spécialisé dans le conseil juridique sur les lois des îles Caïmans, d'Irlande et des îles Vierges britanniques, à travers une gamme de services juridiques, notamment le contentieux commercial, la propriété intellectuelle, le sport et le droit fiscal, pour lesquels le cabinet établit la fiscalité des structures juridiques et l'exécution de transactions de base erosion and profit shifting (BEPS) pour les entreprises.

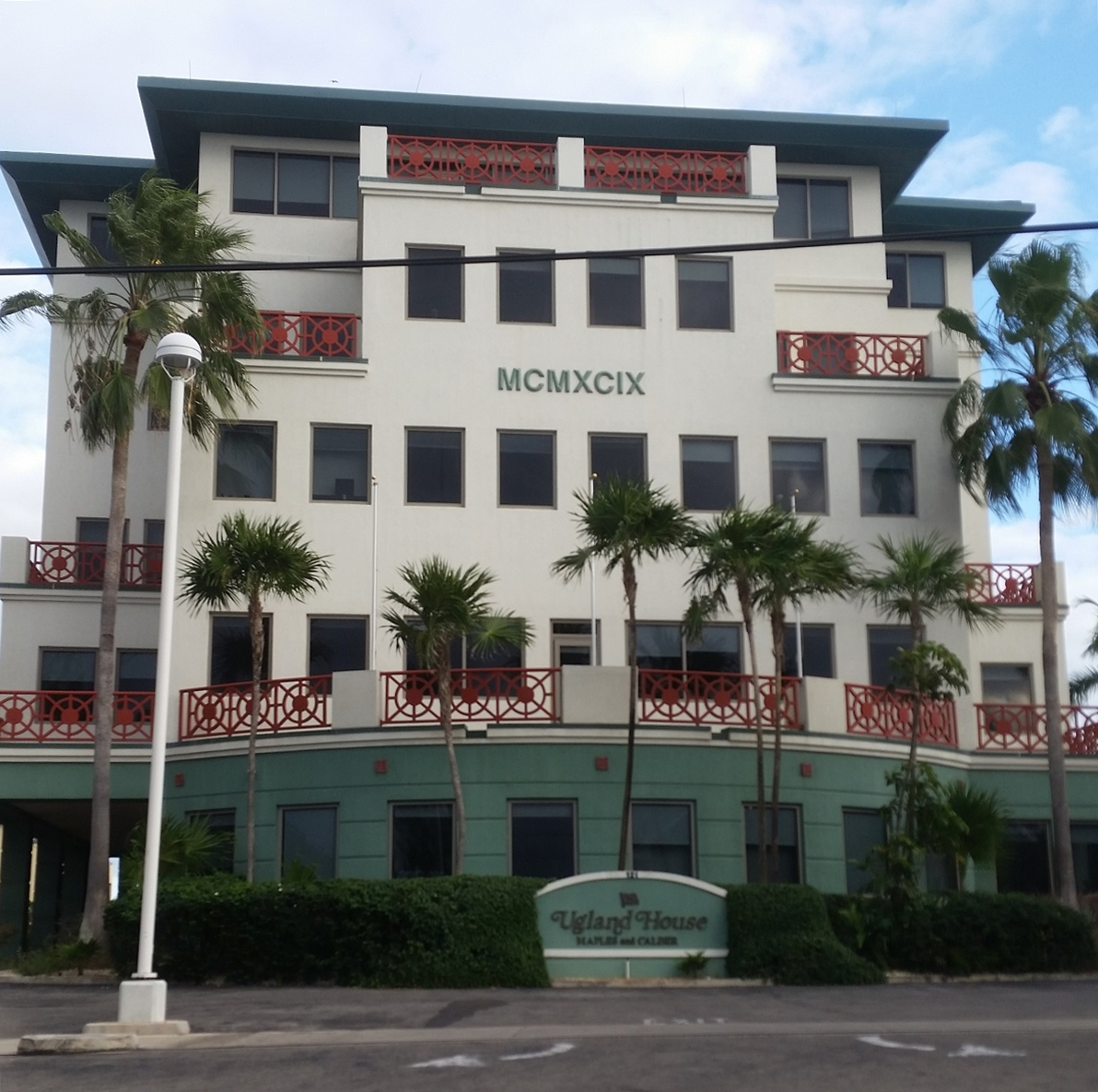
Ugland House, îles Caïmans

## Histoire
MacDonald and Maples est fondée par Jim MacDonald et John Maples. MacDonald est désormais à la retraite et Douglas Calder rejoint le cabinet en tant qu'associé, ce qui a changé le nom de l'entreprise pour Maples and Calder. Aujourd'hui, ce cabinet est appelé Maples et a son siège à Ugland House dans les îles Caïmans.
Le bureau des îles Caïmans est ouvert au début des années 1960, suivi d'un cabinet à Hong Kong en 1995. Trois ans plus tard, le cabinet de Londres ouvre puis les cabinets des îles Vierges britanniques et de Dubaï sont créés en 2004 et 2005 respectivement. Le cabinet irlandais ouvre à Dublin en 2006. 2012 a vu l'ouverture d'un cabinet à Singapour, en septembre 2012.
Alasdair Robertson est le partenaire mondial de la société et est basé au bureau des îles Caïmans.
Le nom du cabinet est passé de «Maples and Calder» à «Maples Group» en 2019.

## Domaine d'expertise
Le domain d'expertise repose sur le droit fiscal,. Maples Group propose également une gamme d'autres services juridiques axés sur la fiscalité, notamment des conseils sur les grands projets d'infrastructure et de développement immobilier (domiciliés dans des paradis fiscaux offshore), la création d'une «personne physique» dans des paradis fiscaux tels que les îles Caïmans et Dublin, les licences commerciales, l'immobilier, l'immigration et le droit du travail.

## Controverse
En 2009, Barack Obama, alors le président des USA, décrit le siège social du Maples Group, Ugland House, siège légal de 12 000 entreprises américaines, en ces termes: "C'est soit le plus grand bâtiment du monde, soit la plus grande arnaque fiscale au monde" ,.

## Récompenses
Maples Group garde une position forte en tant que plus grand cabinet d'avocats des îles Caïmans, restant en haut des classements pour la finance, les entreprises, les fonds d'investissement et les litiges dans des annuaires juridiques tels que Chambers and Partners, Legal 500, et Practical Law Company (PLC).

## Voir également
- Magic circle
- Les paradis fiscaux
- Évasion fiscale